# 千坂尚親
千坂 尚親（ちさか なおちか）は、江戸時代中期の米沢藩の奉行。

## 経歴
元禄12年（1699年）4月29日 家督相続。
宝永4年（1707年）11月4日 侍頭。
宝永6年（1709年）12月18日 奉行。
享保10年（1725年）3月4日 隠居　
延享4年（1747年）2月1日 死去
千坂尚親が千坂氏当主だった時期、享保4年（1719年）建立の「那須与一」と「千坂景親」を供養する石塔が米沢市の一花院跡地（米沢市中央5丁目）にある。　千坂氏に那須氏と縁続きと伝承があったようで、上杉謙信・上杉景勝に仕えた先祖千坂景親と那須与一を供養するもの。一花院は後に廃寺となったが、石塔は大切に保存されている。